# سوزوكي كيغي
سوزوكي كيغي (باليابانية: 鈴木敬司؛ بالكانا: すずき けいじ) هو عسكري ياباني، ولد في 6 فبراير 1897 في شيزوكا في اليابان، وتوفي في 20 سبتمبر 1967.